# Liste de téléromans québécois
Cet article contient une liste des émissions de télévision québécoises.

## Téléromans
- 14, rue de Galais (1954-1957)
- 30 vies (2011-2015)
- 4 et demi… (1994-2001)
- 5e rang (2019-2024)
- À nous deux! (1994-1995)
- À plein temps (1984-1988)
- Absolvo te (1962)
- L'Âme-sœur (1985-1987)
- Annie et ses hommes (2002-2009)
- Anouchka (1984-1985)
- Arsène Lupin (1960)
- Les As (1977-1978)
- Au chenal du moine (1957-1958)
- Au jour le jour (1980-1981)
- Au secours de Béatrice (2014-2018)
- L'Auberge du chien noir (2003-2017)
- Avec le temps (1975-1977)
- Ayoye! (2001-2003)
- La Balsamine (1962-1963)
- Beau temps, mauvais temps (1955-1958)
- Belle Rive (1983-1985)
- Belle-Baie (2008-2012)
- Les Belles Histoires des pays d'en haut (1956-1970)
- Les Berger (1970-1978)
- Bien dans sa peau (1976-1977)
- Le Bleu du ciel (2004-2005)
- Les Boivin (1974)
- Le Bonheur des autres (1965-1967)
- Bonjour docteur (1987-1989)
- La Bonne Aventure (1982-1986)
- Boogie-woogie 47 (1980-1982)
- Bouscotte (1997-2001)
- Campus (2021)
- Cap-aux-sorciers (1955-1958)
- Casting… à l'école de la vie! (2005)
- Le Chalet (2005-2009)
- Chambres en ville (1989-1996)
- Le Clan Beaulieu (1978-1982)
- Clash (2018-2021)
- La clé des champs (1986-1987)
- Clovis (2019)
- Le Cœur découvert (2003)
- Le Colombier (1957)
- Comme tout l'monde (1972-1973)
- Cormoran (1990-1993)
- La Côte de sable (1960-1962)
- D'amour et d'amitié (1990-1992)
- De 9 à 5 (1963-1966)
- Demain dimanche (1958-1959)
- Des dames de cœur (1986-1989)
- Destinées (2007-2014)
- District 31 (2016-en cours)
- Dominique (1977-1979)
- L'Échappée (2016-2023)
- Emma (2001-2004)
- En haut de la pente douce (1959-1961)
- Les Enquêtes Jobidon (1962-1964)
- Ent'Cadieux (1993-1999)
- Entre chien et loup (1984-1992)
- Entre quatre murs (1981)
- Épopée rock (1984-1990)
- La Famille Plouffe (1953-1959)
- Faut le faire (1977-1979)
- Le Feu sacré (1963)
- Filles d'Ève (1960-1964)
- La Force de l'âge (1960-1961)
- Les Forges de Saint-Maurice (1972-1975)
- FranCœur (2003-2006)
- Fred-dy (2001-2002)
- Les Girouettes (1981-1983)
- Graffiti (1992-1995)
- Le Grand Remous (1989-1991)
- Grand-Papa (1976-1979)
- L'Héritage (1987-1990)
- Les Héritiers Duval (1994-1996)
- L'Heure bleue (2017-en cours)
- Jamais deux sans toi (1977-1980, 1990-1992)
- Je vous ai tant aimé (1958-1959)
- Jérémie (2015-2019)
- Jeunes en liberté (1979-1980)
- Jeunes visages (1959-1961)
- Jeux de société (1988-1990)
- Joie de vivre (1959-1963)
- Kanawio (1961-1962)
- Kif-Kif (2006-2007)
- Ma femme et moi (1961)
- Les Machos (1995-2000)
- La Maison Deschênes (1987-1989)
- Marcus (1962-1963)
- Marie-Didace (1958-1959)
- Marilyn (1991-1993)
- Marisol (1980-1983)
- Mémoires vives (2013-2017)
- Les Moineau et les Pinson (1982-1985)
- Les Moments parfaits (2021-en cours)
- Mon meilleur ennemi (2001-2003)
- Le Monde de Charlotte (2000-2004)
- Monsieur le ministre (1982-1986)
- Monsieur Lecoq (1964-1965)
- Mont-Joye (1970-1975)
- La Montagne du Hollandais (1992-1993)
- Montréal P.Q. (1992-1994)
- Le Mors aux dents (1961-1962)
- Nérée Tousignant (1956)
- O' (2012-2019)
- Les Olden (1993-1994)
- L'Or du temps (1985-1993)
- La P'tite semaine (1973-1976)
- Le Pain du jour (1962-1965)
- Le Paradis terrestre (1968-1972)
- Le Parc des braves (1984-1988)
- La Part des anges (1998-1999)
- Paul, Marie et les Enfants (1985-1987)
- La Pension Velder (1957-1961)
- La Petite Patrie (1974-1976)
- Le Pont (1977-1978)
- Les Poupées russes (2002-2007)
- La Promesse (2005-2012)
- Providence (2005-2011)
- Les Quat' fers en l'air (1954-1955)
- Quelle famille! (1969-1974)
- Quinze ans plus tard (1976-1977)
- Race de monde (1978-1981)
- Ramdam (2001-2008)
- Le Retour (1996-2001)
- Rivière-des-Jérémie (2001-2002)
- Robert et compagnie (1987-1989)
- Rosa (1975)
- Rue de l'anse (1963-1965)
- Rue des Pignons (1966-1977)
- Rue l'Espérance (1999-2001)
- S.O.S. j'écoute (1982-1983)
- Sauve qui peut! (1997-1999)
- Septième nord (1963-1967)
- Soif de vivre (1996)
- Sous le signe du lion (1961, 1997-2000)
- Sous un ciel variable (1993-1997)
- Subito texto (2014-2017)
- Les Super Mamies (2002-2003)
- Le Survenant (1954-1960)
- Tactik (2009-2013)
- Tandem (1989-1992)
- Le Temps d'une paix (1980-1986)
- Terre humaine (1978-1984)
- Toute la vie (2019-en cours)
- Triplex (1994-1995)
- Un amour de quartier (1985)
- Un monde à part (2004-2006)
- Un signe de feu (1989-1991)
- Une autre histoire (2019-en cours)
- Une vie… (1982-1985)
- Unité 9 (2012-en cours)
- La Vie promise (1983-1985)
- Virginie (1996-2010)
- Le Volcan tranquille (1997-1998)
- Watatatow (1991-2005)
- Week-end (1981)
- Y'a pas de problème (1975-1977)
- Yamaska (2009-2016)
- Zap (1993-1996)

## Séries
- 10-07: L'affaire Kafka (1996)
- 10-07: L'affaire Zeus (1995)
- 19-2 (2011-2015)
- 2 Frères (1999-2001)
- Le 422 (2019-en cours)
- Le 7e Round (2006)
- L'Académie (2018-2021)
- À cœur battant (1980)
- Alerte Amber (2019)
- Alertes (2021-en cours)
- Alys Robi (1995)
- Apparences (2012)
- Appelle-moi si tu meurs (2019)
- Après (2021)
- Archibald (1991)
- Asbestos (2002)
- Au nom de la loi (2005)
- Au nom du père et du fils / Le Sorcier (1993-1995)
- Les Aventures tumultueuses de Jack Carter (2003)
- Aveux (2009)
- Les Bâtisseurs d'eau (1997)
- Béliveau (2017)
- Belle Époque (1996)
- Le Berceau des anges (2015)
- Bête noire (2021)
- Blanche (1993)
- Blue Moon (2016-2018)
- Bombardier (1992)
- Bonheur d'occasion (1984)
- Bunker, le cirque (2002)
- C.A. (2006-2010)
- Caserne 24 (1998-2001)
- Casino (2006-2008)
- Cauchemar d'amour (2001-2004)
- Cerebrum (2020)
- Ces enfants d'ailleurs (1997-1998)
- C'est comme ça que je t'aime (2021-en cours)
- CF-RCK (1958-1962)
- Chabotte et fille (2009-2012)
- La Chambre no 13 (2006)
- Chaos (2021-en cours)
- Chartrand et Simonne (2000-2003)
- Cher Olivier (1997)
- Cheval-Serpent (2018-2019)
- Le Chevalier Tempête (1967)
- Le Clan (2015-2016)
- Les Compagnons de Jéhu (1966)
- Conséquences (2019)
- Le Courrier du roy (1958-1961)
- Le Crime d'Ovide Plouffe (1986)
- D'Iberville (1967-1968)
- Délirium (2000)
- Demain des hommes (2018)
- La Demoiselle d'Avignon (1973)
- La Dérape (2018-2020)
- Le Dernier Chapitre (2002-2003)
- Des fleurs sur la neige (1991)
- Desjardins : La Vie d'un homme, l'histoire d'un peuple (1990)
- Détect.inc. (2005)
- La Disparition (2017)
- Diva (1997-2000)
- Doute raisonnable (2021-en cours)
- Les Duchesnay : La Glace et le feu (1994)
- Duplessis (1978)
- Eaux turbulentes (2019)
- L'Écrivain public (2018)
- Edgar (2020)
- L'Effet secondaire (2020-en cours)
- Empire Inc. (1983)
- En thérapie (2012-2014)
- Épidémie (2020)
- États-Humains (2005-2009)
- Les Étoiles filantes (2007-2008)
- Les Ex (2005)
- La Faille (2019-en cours)
- Faits divers (2017-en cours)
- Fatale-Station (2017)
- Les Faucheurs de marguerites (1974-1975)
- Félix Leclerc (2005)
- Fêtes fatales (2002)
- La Feuille d'érable (1971-1972)
- Feux (2016-en cours)
- File d'attente (2018-2020)
- Les Filles de Caleb (1990-1991)
- Les Fils de la liberté (1982)
- Formule 1 (1988)
- Fortier (2000-2004)
- Fragile (2020)
- Fugueuse (2018-2020)
- La Galère (2007-2013)
- Les Garçons de Saint-Vincent (en) (1993)
- Le Gentleman (2009-2013)
- La Grande Expédition (2002)
- Grande Ourse (2004-2006)
- Gypsies (2000)
- Harmonium (2003)
- Haute Surveillance (2000)
- Les Hauts et les Bas de Sophie Paquin (2006-2009)
- Histoire de famille (2007)
- Les Honorables (2019)
- Hubert et Fanny (2018)
- Il Duce canadese (2004)
- L'Île (1991)
- L'Imposteur (2016-2017)
- Innocence (1996)
- Les Intrépides (1992-1995)
- Les Invincibles (2005-2009)
- Jalna (1995)
- Jasmine (1996)
- Je me souviens (1955-1956)
- Jean Duceppe (2002)
- Jean Moulin, une affaire française (2002)
- Jenny (2017-2021)
- Le Jeu (2018)
- Les Jeunes Loups (2014-2016)
- Juliette Pomerleau (1999)
- Les Jumelles Dionne (en) (1995)
- Karl et Max (2017)
- Lance et compte (1986-2015)
- Laurier (1987)
- Les Lavigueur, la vraie histoire (2008)
- La Lettre de Nouvelle-France (1978)
- Les Liaisons dangereuses (2003)
- Lobby (1996)
- La Malédiction de Jonathan Plourde (2018)
- Malenfant (2011)
- Marche à l'ombre (2015-2017)
- Marguerite Volant (1996)
- Maria Chapdelaine (1985)
- Maria des Eaux-Vives (1994)
- La Marraine (2014)
- Le Masque (1997)
- Mensonges (2014-2018)
- M'entends-tu ? (2018-2021)
- Le Messager (1956)
- Miléna Nova Tremblay (1988)
- Minuit, le soir (2005-2007)
- Mirador (2010-2011, 2016)
- La Misère des riches (1990-1993)
- Miséricorde (1994)
- Mon fils (2020)
- Mon meilleur ami (2013)
- Le Monstre (2019)
- Montréal ville ouverte (1992)
- Mont-Royal (1990)
- Mourir d'amour (1994)
- Musée Éden (2010)
- Music Hall (2002-2003)
- Napoléon (2003)
- Le Négociateur (2005-2008)
- Ni plus ni moi (2010)
- Nos étés (2005-2008)
- Nouvelle Adresse (2014-2015)
- Nuit blanche (2021-en cours)
- Nuremberg (2000)
- Octobre 70 (2007)
- Oka, un été indien (2008)
- Olivier (2017)
- L'Ombre de l'épervier (1998-2000)
- Omertà (1996-1999)
- Opération Tango (1999)
- Opération Ypsilon (1987)
- L'Or (2001)
- L'Or et le Papier (1989-1992)
- Les Orphelins de Duplessis (1997)
- Ouragan (1959-1962)
- Paparazzi (1997)
- Parents malgré tout (1995)
- Patrick Senécal présente (2021)
- Le Pavillon de l'oubli (en) (1998)
- Les Pays d'en haut (2016-2021)
- La Pépinière (1984)
- Le Petit Monde de Laura Cadieux (2003-2007)
- Les Petits Rois (2021)
- Le Phoenix (2020)
- Piégés (2021)
- Plan B (2017-en cours)
- Les Plouffe (1953-1959)
- Le Polock (1999)
- Portrait-robot (2021)
- Pour Sarah (2015)
- Pour toujours, plus un jour (2020)
- Prémonitions (2016)
- Le Procès d'Andersonville (1978)
- Prozac : La maladie du bonheur (2010)
- Pure laine (2006-2007)
- Quadra (2000)
- Quand le cœur attend… (1991-1992)
- Radio (1999)
- Radisson (1957-1959)
- René Lévesque (1994)
- René Lévesque (2006)
- Les Rescapés (2010-2012)
- Réseaux (1998-1999)
- La Révolution française (1991)
- Riel (1979)
- Rock (1988)
- Ruptures (2016-2019)
- Samuel et la Mer (2004)
- Sang et Or (1958-1959)
- Schulmeister, l'espion de l'empereur (1974)
- Scoop (1992-1995)
- Séquelles (2016)
- Série noire (2014-2015)
- Shehaweh (1993)
- Si la tendance se maintient (2001)
- Le Siège (2017)
- Six Degrés (2021)
- Smash (2004)
- Les Sœurs Elliot (2007-2008)
- Sortez-moi de moi (2021)
- St-Nickel (en) (2016)
- Suivez cet homme (1966-1967)
- Sur-vie (2017)
- Tabou (2002-2003)
- Tag (2000-2002)
- Taille-fer (1955-1956)
- Temps dur (2004)
- Toute la vérité (2010-2014)
- Les Transistors (1982)
- Trauma (2010-2014)
- Le Trèfle à 4 feuilles (1957-1958)
- Tribu.com (2001-2003)
- La Trilogie marseillaise (2000)
- Trudeau (en) (2002)
- Trudeau, Pierre Elliot (2009)
- Tu m'aimes-tu ? (2012)
- Un homme mort (2006)
- Un lien familial (2021)
- Une voix en or (1998)
- Urgence (1996-1997)
- Vertige (2012)
- Vice caché (2005-2007)
- Victor Lessard (2017-2019)
- La Vie compliquée de Léa Olivier (2020)
- La Vie, la vie (2000-2002)
- La Vie rêvée de Mario Jean (2004)
- Virage (2021)
- Willie (2000)

## Comédies
- Le 101, ouest, avenue des Pins (1984-1985)
- 3 x rien (2003-2006)
- 450, chemin du Golf (2003-2009)
- À cause de mon oncle (1977-1979)
- À la branche d'Olivier (1970)
- À la valdrague (2018-2020)
- À moitié sages (1957)
- Adam et Ève (2012)
- L'agent fait le bonheur (1985-1987)
- Amour, délices et cie. (1969)
- Anne-Marie (1954-1955)
- L'Appart du 5e (2013-2016)
- L'Arche de Zoé (1994-1995)
- Avoir su... (2001)
- Les Beaux Malaises (2014-2017, 2021-en cours)
- Bienvenue aux dames (2009-2010)
- Bob Gratton : ma vie, my life (2007-2009)
- Les Bobos (2012-2013)
- Les Bogues de la vie (2019)
- Boomerang (2014-2019)
- Les Bougon, c'est aussi ça la vie! (2004-2006)
- Les Boys (2007-2012)
- Les Brillant (1979-1982)
- Bungalow Blues (1996-1997)
- Ça décolle! (2016)
- Caméra Café (2002-2012, 2021)
- Camping de l'ours (2015-2016)
- Caroline (1979-1980)
- Catastrophe (2017-2018)
- Catherine (1998-2003)
- Ces gars-là (2014-2016)
- Chère Isabelle (1976-1977)
- Chez Denise (1979-1982)
- Chez le père Gédéon (1967-1968)
- Chop Suey (1987-1994)
- Ciao Bella (2004)
- Le cœur a ses raisons (2005-2007)
- Colocs.tv (2008-2010)
- Comment devenir une légende (2016)
- Comment survivre aux week-ends (2011)
- Complexe G (2014-en cours)
- Conseils de famille (2016-2018)
- Contre-offre (2021)
- Coup de vent (1960)
- Cover Girl (2005)
- Cré Basile (1965-1970)
- CTYVON (1989-1990)
- Dans une galaxie près de chez vous (1998-2001)
- Denise... aujourd'hui (1990-1991)
- Le Dépanneur olympique (1989-1990)
- Discussions avec mes parents (2018-en cours)
- Le Domaine du possible[1] (2022)
- Dominic et Martin (2000-2003)
- Drôle de monde (1978-1979)
- Du Tac au Tac (1976-1982)
- En famille (2017)
- En tout cas (2018-2020)
- Entre deux draps (2021)
- Escouade 99 (2021)
- Fée Éric (2012-2014)
- Féminin pluriel (1979-1980)
- La Feuille au vent (1953-1954)
- François en série (2006-2007)
- Frédéric (1979-1980)
- Grandville, P.Q. (1956)
- Grande fille (2008-2009)
- Grosse vie (2008-2009)
- Histoires de filles (1999-2008)
- Hommes en quarantaine (2003-2004)
- Il était une fois dans le trouble (2004-2014)
- Les Invisibles (2019)
- La Job (2006-2007)
- Les Kiki Tronic (2008)
- KM/H (1998-2006)
- Lâcher prise (2017-2020)
- Là tu parles! (1993-1995)
- Lecoq et fils (1967-1968)
- Legendre idéal (2007)
- Léo (2018-en cours)
- Libre-échange (1990-1991)
- Madame Lebrun (2015-en cours)
- La Maison-Bleue (2020)
- Majeurs et vaccinés (1995-1996)
- Maman chérie (1997-1998)
- Manon (1985-1986)
- Les Martin (1968-1969)
- Ma tante Alice (1988)
- Mauvais Karma (2010-2012)
- Max et Livia (2017-2019)
- Max Inc. (2002-2003)
- Les Mecs (2021-en cours)
- MED (2015-2018)
- Mes petits malheurs (2016-en cours)
- Métro-boulot-dodo (1982-1983)
- Minute, papillon! (1966-1967)
- Miss Météo (2008-2009)
- Moi et l'autre (1966-1971, 1995-1997)
- Moi non plus (2021)
- Mon ex à moi (2015-2016)
- Les Newbies (2019-2020)
- L'Œil du cyclone (2021)
- Les Parent (2008-2016)
- Les Parfaits (2001-2002)
- Patrice Lemieux 24/7 (2015-2016)
- Peau de banane (1982-1987)
- Les Pêcheurs (2013-2017)
- Pendant ce temps, devant la télé (2007-2008)
- Penthouse 5-0 (2011)
- Le Petit Monde du Père Gédéon (1962-1963)
- La Petite Vie (1993-1998)
- Le Plateau (2002-2003)
- Poivre et Sel (1983-1987)
- Rachel et Réjean Inc. (1987-1988)
- Radio Enfer (1995-2001)
- Réal-TV (2001-2004)
- Rock et Rolland (2010-2013)
- Roxy (2008-2010)
- Rue King (2020-en cours)
- Rumeurs (2002-2008)
- Sans rendez-vous (2021-en cours)
- Santa Maria (1994-1995)
- Semi-détaché (1987-1989)
- Les Simone (2016-2018)
- Les Sioui-Bacon (2013-2017)
- SQreté 5-0 (1993-1994)
- Stan et ses stars (2008-2009)
- Ste-Madeleine P.Q. (2008)
- Super sans plomb (1989-1991)
- Survivre à ses enfants (2021)
- Symphorien (1970-1977)
- Taxi 0-22 (2007-2009)
- La Théorie du K.O. (2014-2015)
- Toi & moi (2014-2016)
- Toi et moi (1954-1960)
- Tout sur moi (2006-2011)
- Tranches de vie (2010-2013)
- Trop. (2017-2019)
- Un gars, une fille (1997-2003)
- Un homme au foyer (1987-1988)
- Un sur 2 (2012-2015)
- Une grenade avec ça? (2002-2011)
- Vaut mieux en rire (1982-1985)
- La Vie parfaite (2013)
- VRAK la vie (2009-2015)
- Web Thérapie (2016-2017)

## Jeunesse
- Alexandre et le Roi (1976-1978)
- Le Grenier (1976-1979)
- Lapoisse et Jobard (1997-1999)